# 慶長遣欧使節
慶長遣欧使節（けいちょうけんおうしせつ）は、慶長18年（1613年）に仙台藩主伊達政宗がフランシスコ会宣教師ルイス・ソテロを正使、支倉常長を副使として、スペイン国王・フェリペ3世、およびローマ教皇・パウロ5世のもとに派遣した使節である。

## 背景と目的
大航海時代にヨーロッパ勢力は、世界各地に植民地をつくっていた。植民地活動で先行していたのはカトリックのスペイン、ポルトガルであり、太平洋地域に於いてスペインはフィリピンを植民地としてマニラ・ガレオンなどで多くの利益を上げ、ポルトガルはマカオを拠点にしていた。一方、植民地活動で遅れをとっていたプロテスタントのイギリス、オランダも、遅れを取り戻すべく積極的な活動をしており、徳川家康は、オランダの商船リーフデ号で豊後国（現・大分県）に漂着したイギリス人ウィリアム・アダムス（三浦安針）を外交顧問としていた。
こうしたなか、慶長14年（1609年）に前フィリピン総督ドン・ロドリゴの乗ったサン・フランシスコ号が上総国岩和田村（現御宿町）に漂着するという事件があり、慶長16年（1611年）には答礼使としてセバスティアン・ビスカイノがスペイン国王フェリペ3世の親書を携えて来日した。しかし家康は、スペイン側の要求であるカトリックの布教を許せば、それをてこにして植民地化されかねない、というアダムスの進言もあり、友好的な態度を取りながらも全面的な外交を開くことはしなかった。
このような状況のなか、伊達政宗は家康から許可を得て欧州へ使節を派遣することにした。慶長遣欧使節の主目的は仙台藩とスペインの通商交渉であったと言われる（スペインとの軍事同盟、さらにはそれを利用しての倒幕があったとする説もあるが、この説への反対意見もある）。一方、この使節はルイス・ソテロが自らの宣教師兼通訳と言う立場を利用して布教上の目的から企てたものであり、政宗らの権威がそれに利用されたに過ぎないとの主張もある。
政宗は仙台領内において、セバスティアン・ビスカイノの協力によってガレオン船サン・フアン・バウティスタ号を建造した。この造船には、江戸幕府から派遣された船大工も参加していた。当時、フェリペ3世を国王とするスペイン帝国は、世界最大の植民地帝国であった。スペインは、ガレオン船の建造技術を国家の最高機密としており、造船技術を外国に漏洩した者を死刑に処していた。政宗はルイス・ソテロを外交使節の正使に、家臣・支倉常長を副使に任命し、ソテロや常長を中心とする一行180余人をヌエバ・エスパーニャ（現在のメキシコ）、スペインおよびローマへ派遣した。

## 使節の旅程
使節団は、慶長18年9月15日（1613年10月28日）にサン・フアン・バウティスタ号で牡鹿半島の月ノ浦（現在の宮城県石巻市）を出帆し、ヌエバ・エスパーニャ太平洋岸のアカプルコへ向かった。
出航から3か月後の1614年1月28日、アカプルコ入港。3月4日、使節団の先遣隊がメキシコシティに入った。先遣隊の武士がメキシコシティで盗人を無礼討ちにし、常長ら10人を除き武器を取り上げられた。3月24日、常長らがメキシコシティ入り。5月8日、メキシコシティを出発。6月10日、使節団はスペイン艦隊のサン・ホセ号でヌエバ・エスパーニャ大西洋岸ベラクルスのサン・フアン・デ・ウルアを出港した。
7月23日、キューバのハバナに到着。8月7日、ハバナを出港した。
10月5日、スペイン南部のサンルーカル・デ・バラメーダに到着。セビリアの貴族であるソテロの本拠地、セビリアに入った。10月27日、常長はセビリア臨時市議会に臨み、使命を述べた。11月25日、使節団はセビリアを出発した。
12月20日、使節団はスペインの首都マドリードに入った。1615年1月30日、常長ら使節はスペイン国王フェリペ3世に謁見した。2月17日、常長はフェリペ3世ら臨席のもと、王立修道院の付属教会で洗礼を受けた。8月22日、使節団はマドリードを出発した。
10月25日、使節団がローマに到着。10月29日、使節団がローマで、栄誉あるローマ入市式を行った。11月3日、常長、ソテロらが、ローマ教皇・パウロ5世に謁見。11月20日、常長らにローマ市民権証書が授与される。1616年1月7日、使節団はローマを出発し再びスペインのセビリアへ。
1617年7月4日、使節団はセビリアを出発しヌエバ・エスパーニャまで戻り、1618年4月2日、迎えのサン・フアン・バウティスタ号でアカプルコを出港。同年8月10日、フィリピンのマニラに到着。
サン・フアン・バウティスタ号をマニラで売却し、常長は便船で元和6年8月24日（1620年9月20日）日本へ帰国。元和8年7月1日（1622年8月7日）、常長死去。
ソテロは、元和8年9月18日（1622年10月22日）、マニラから密入国しようとしたが捕らえられ、寛永元年7月12日（1624年8月25日）大村で火刑により殉教した（49歳没）。

## ローマ入市式と教皇謁見
1615年10月25日、使節団はイタリア西岸チヴィタヴェッキア港に上陸し、29日にはローマ市公認の凱旋行列〈入市式〉を挙行した。支倉常長は銀モールを織り込んだ緋色のマントと羽飾り付きヘルメットをまとい、騎馬でカンピドリオ広場へ進み、市民や貴族が雨のように花弁と金箔を撒いて迎えたと伝えられる。  11月3日、常長とルイス・ソテロはサン・ピエトロ宮でローマ教皇パウロ5世に拝謁し、伊達政宗が自筆した絹装金箔散らしの書簡2通（日本語・ラテン語）と絹地に描かれた屏風図などを奉呈した。  教皇は長途の航海を称え、常長ほか8名にローマ市民権を、常長個人にはカヴァリエーレ（騎士）位を授与したと記録される。

## 関係者のその後
しかし日本でのキリスト教取り締まりに伴い、この外交交渉は成功しなかった。元和6年（1620年）遣欧使節の副使であった常長はマニラ経由で帰国したが、その2年後に失意のうち没し、その墓は宮城県仙台市の光明寺にある。遣欧使節の正使のソテロも、元和8年（1622年）キリスト教禁止下の日本に潜入を図るが捕らえられ、寛永元年（1624年）火刑に処せられた。常長がスペイン、ローマから帰国したとき、日本は幕府の方針によって、キリスト教禁止の時代になっていた。
常長の息子の時代、家来のキリスト崇拝が露顕し支倉家は一時「お家断絶」の憂き目を見ている。この事実から、ローマで洗礼を受けてキリシタンになった常長は、生涯キリスト教に執着していたと考えられている。

## 結果と意義

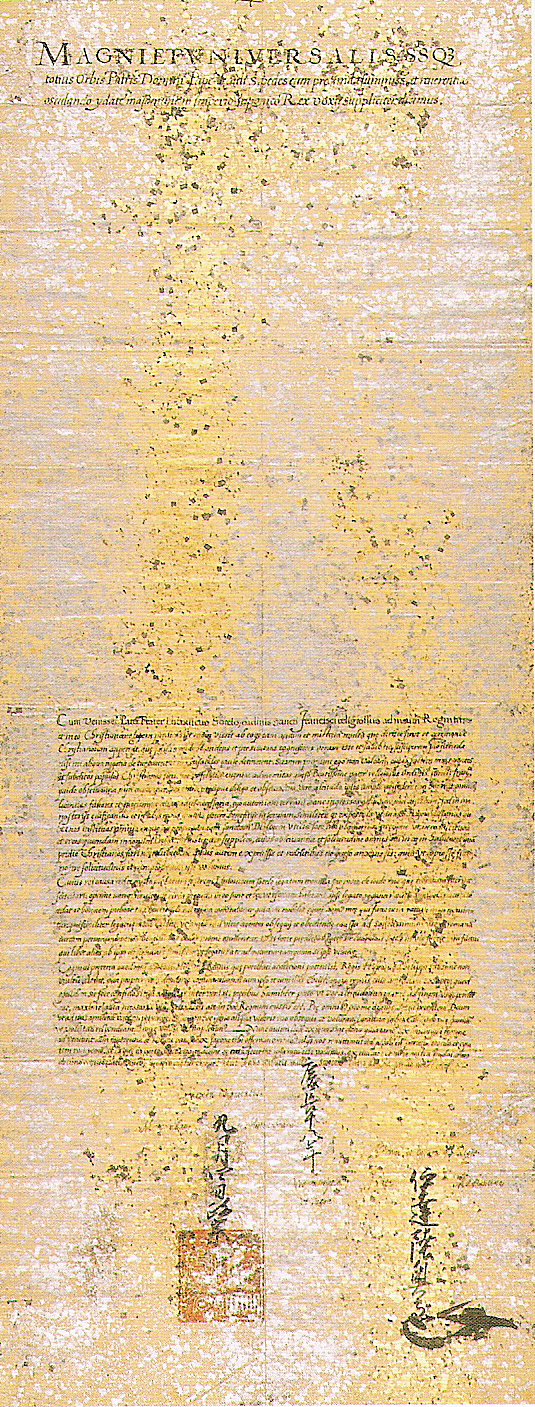
伊達政宗からローマ教皇に宛てられた書簡

政宗は仙台藩がスペインと貿易を行うとの理由で、家康からガレオン船の建造と使節をスペインへ派遣する許可を獲得した。ただ、海流と偏西風の関係で太平洋を横断する基地として最も適当なのが現在の石巻付近であったこと、かつ既に避難寄港のためにスペイン船により当地付近の測量が済んでいたことから、家康がかの地での造船と出航にまつわる仕事を領主である政宗に命じたに過ぎないとの見解もある。
この慶長遣欧使節の目的は、仙台藩とスペインとの貿易（太平洋貿易）交渉にある。その意味で、この使節はこれに先んじた天正遣欧少年使節が「キリシタンの本山詣で」であったこととはその意義が異なる。天正遣欧少年使節が大友宗麟・大村純忠・有馬晴信らキリシタン大名によって主に宗教上の理由から行われたのに対し、政宗には自らがキリシタンとなったり領内でキリスト教を広めようとしたりする意図はなかったとみられるため、同じ西洋へ派遣された使節といっても両使節の目的は根本的な点で異なったものである。
この使節はスペイン国王フェリペ3世やローマ教皇パウルス5世宛ての書状を携行していた。この書には政宗自身の署名捺印と花押が記入されているが、その文中にはスペイン語で政宗自身も洗礼を希望しており奥州領内にキリスト教を広めるつもりであり、そのために宣教師を派遣していただきたくその場合には宣教師の生活援助も行いたい、といった旨が記載されていた。しかし政宗が既存の神社仏閣を手厚く保護し、キリスト教を信仰しようとしたとされる傍証も存在しないため、これらの内容は貿易のための方便であったか、スペイン語で書かれた内容を政宗自身が把握していなかった可能性がある。のちに政宗は幕府の方針に従ってキリスト教を弾圧したため、結果的に虚偽の内容の国際文書を発行したことになった。

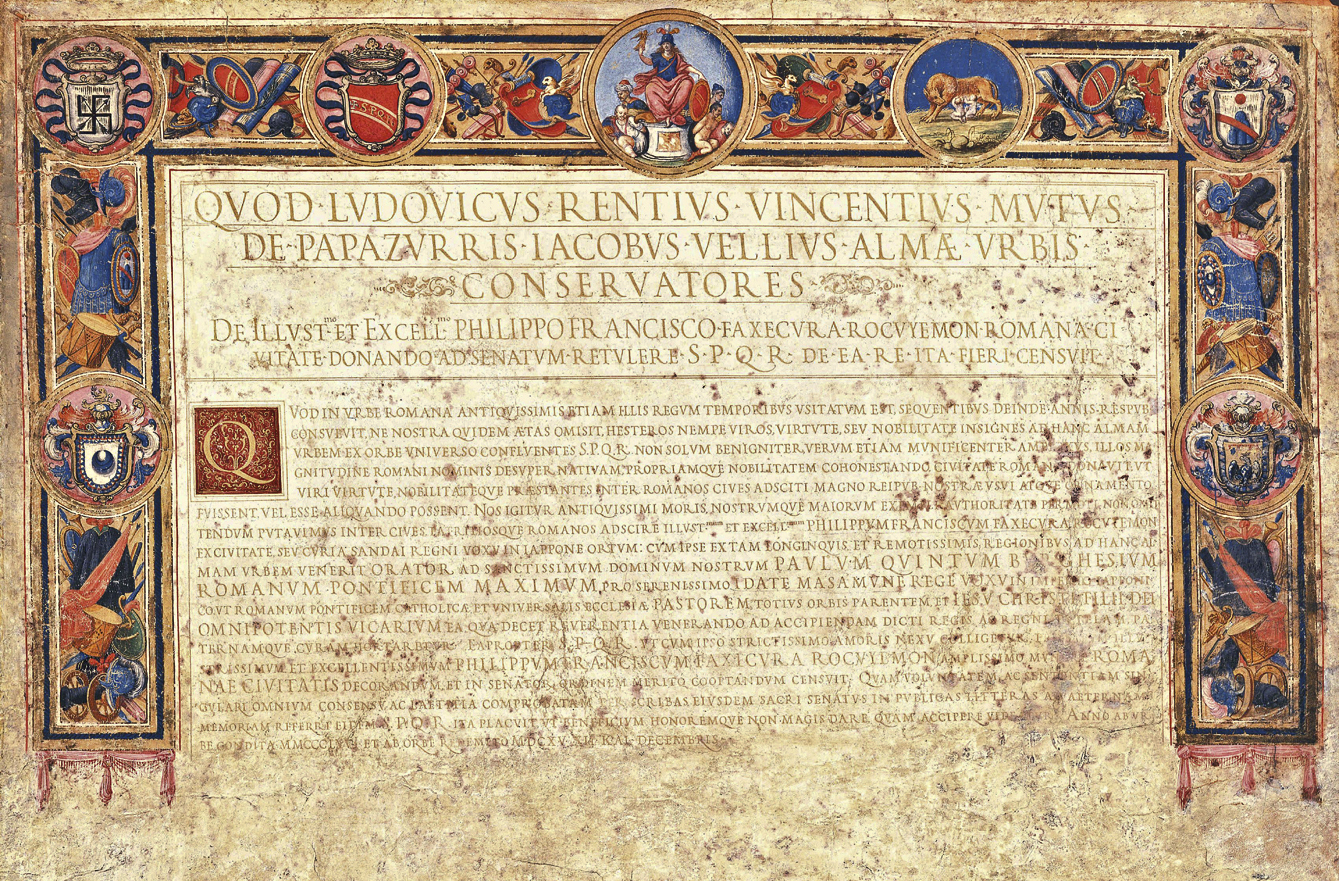
ローマ市公民権証書（仙台市博物館蔵）

慶長遣欧使節は「日本人が初めてヨーロッパの国へ赴いて外交交渉をした」画期的な出来事であった。常長らは「初めて太平洋・大西洋の横断に成功した日本人」である。のちに江戸幕府崩壊後、明治新政府は岩倉具視を全権大使として欧米視察の使節を送ったが（岩倉使節団）、その際に欧州で常長らの遺した事跡に出遭い、日本ではほとんど忘れられていた常長達の存在が再び注目されることとなる。明治新政府の首脳たちは欧米視察によって日本がいかに遅れた国であるのかを痛感し大きな劣等感に苛まれていたが、このとき250年以上も先立つ昔に日本の外交使節がスペインで外交交渉を行いローマまで派遣されていたという衝撃的な事実を知った。常長達の足跡を目の当たりにして、岩倉たちは大いに勇気づけられたという。
政宗がローマ法王へ宛てて書いた芸術的な親書、ローマ法王の肖像画、常長の肖像画、常長のローマ市民権証、常長がスペイン・ローマ・フィリピンから持ち帰った品々などは、現在仙台市博物館に収蔵されている。これらは「慶長遣欧使節関係資料」として、歴史資料としては日本で初めて国宝に指定された。2013年6月18日、「慶長遣欧使節関係資料」は、御堂関白記とともにユネスコ記憶遺産に登録された。これらの品々を見たスペインやローマ法王庁の人々は、自分達とは遠く離れた国に高度な文化と技術を持った国があるという事実を知った。また、支倉常長らの姿、彼らの堂々とした言動も、ヨーロッパ人を感心させた。常長らが和紙（白石和紙）で鼻をかみそれを投げ捨てると、ヨーロッパ人はその鼻紙を得ようとして群がったという。
「慶長遣欧使節関係資料」（仙台市博物館蔵、国宝）の画像

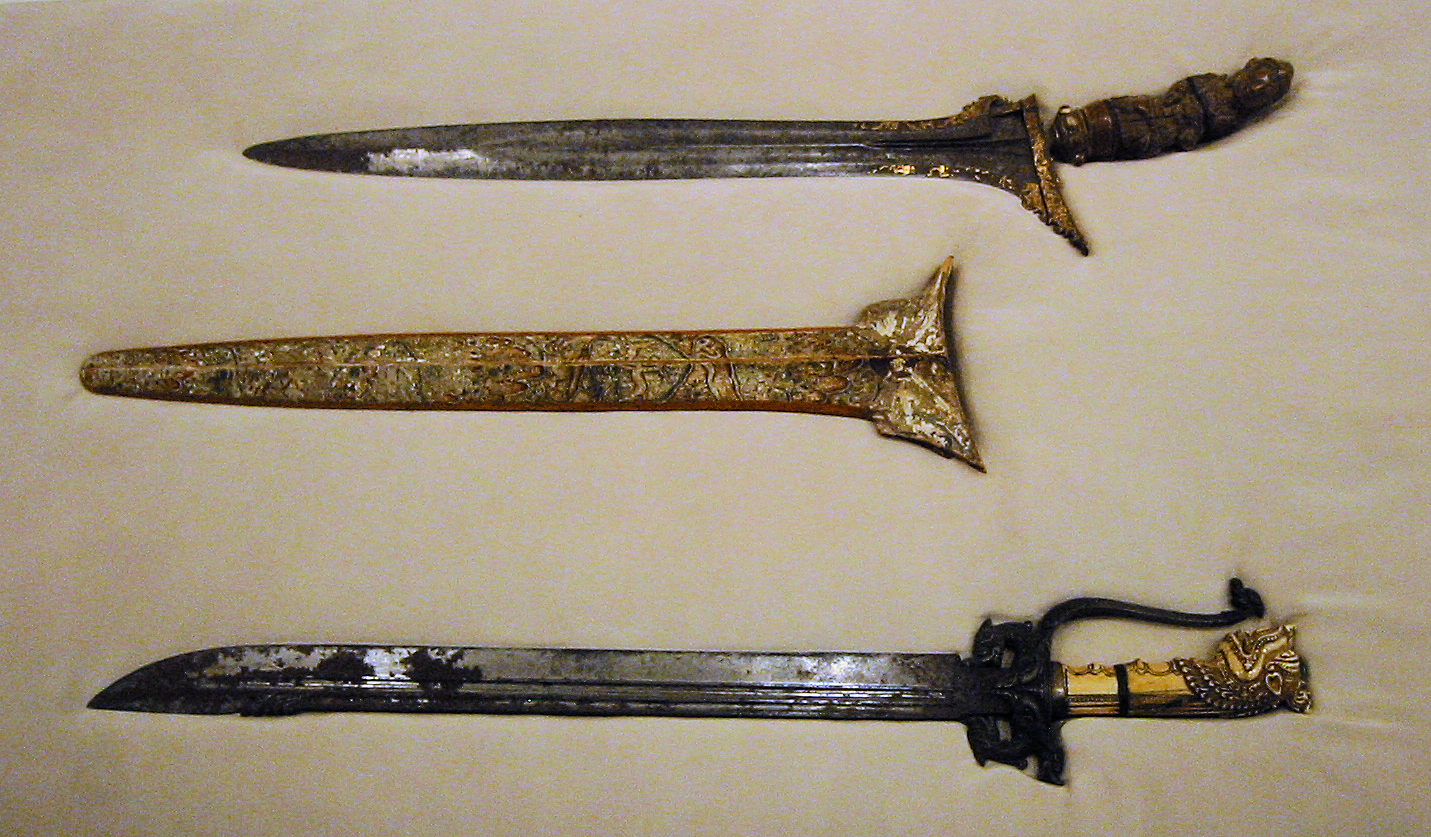
（上から）短剣（クリス型）、同鞘、短剣（護拳付）
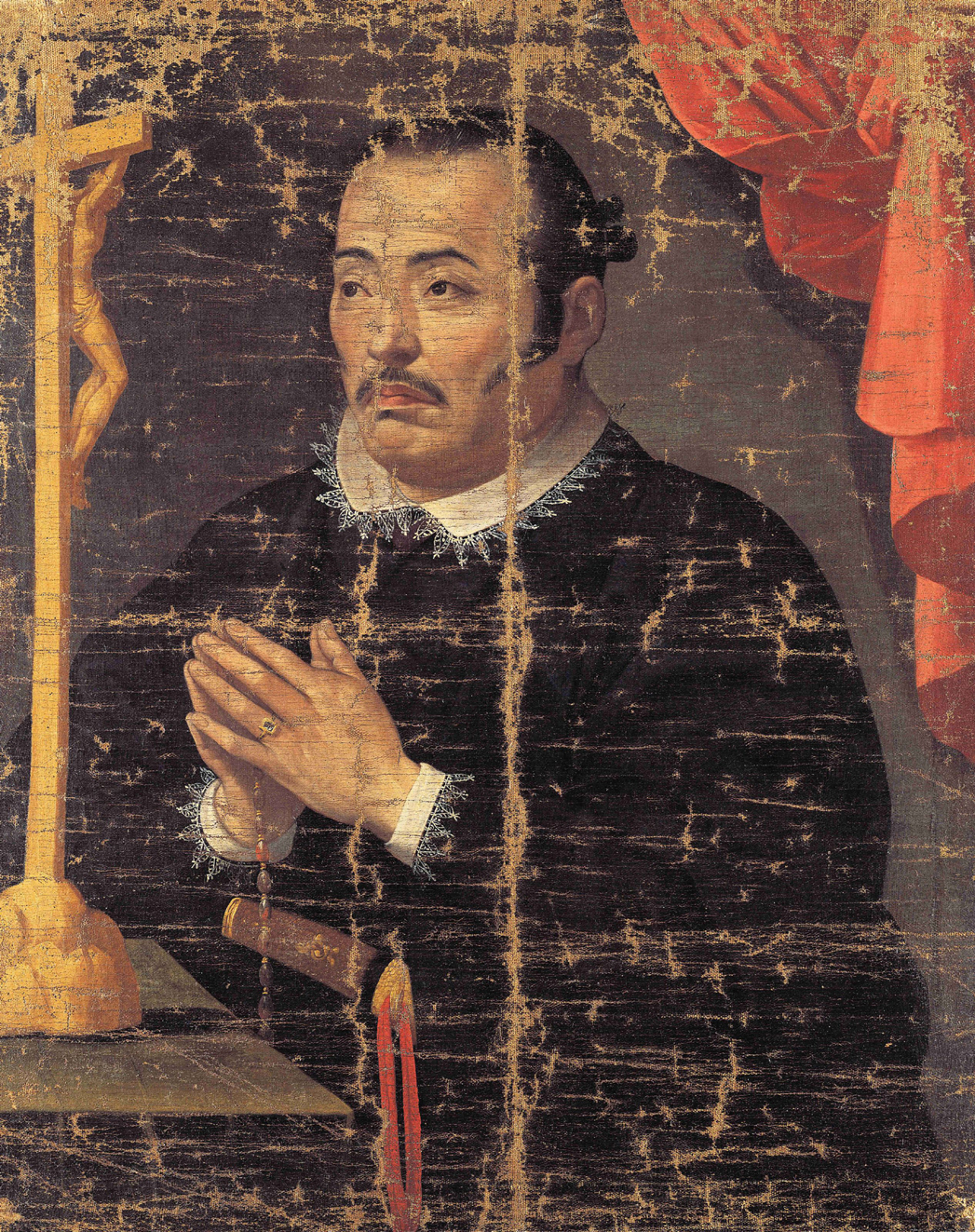
支倉常長像
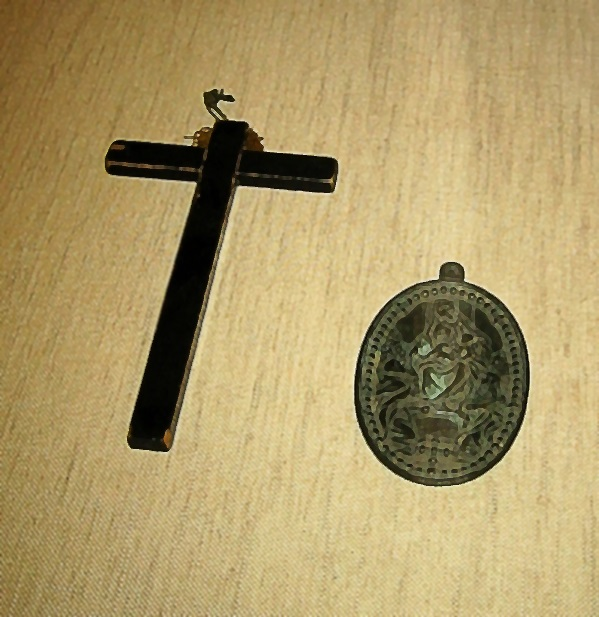
十字架とメダイ
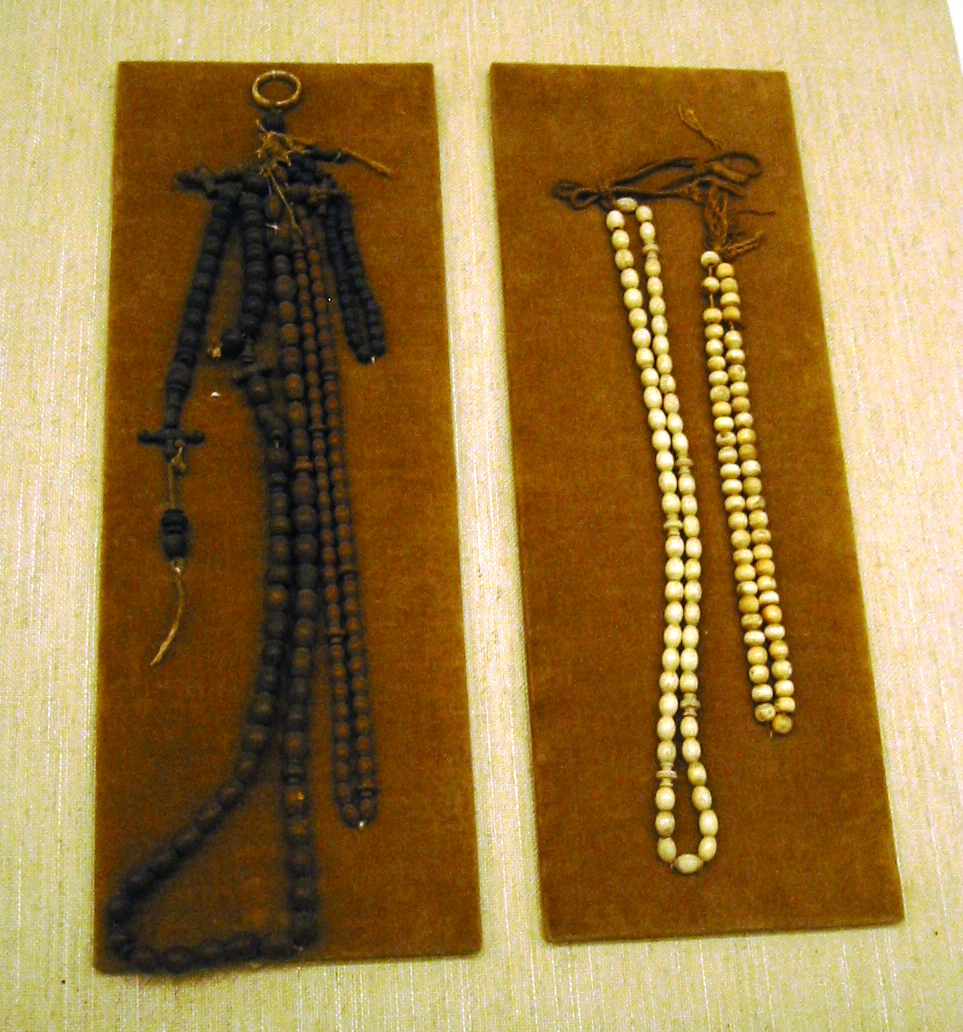
ロザリオ

## コリア・デル・リオのハポン姓
慶長遣欧使節団はスペイン南西の都市セビリア近辺にあるコリア・デル・リオに長期滞在した。この小さな港町には常長を記念する銅像が建てられている。また、この町にはハポン（Japón=日本）姓もしくはXapón姓の人が数百人住んでおり、この使節団の中で日本に帰らず現地に留まり移住したキリスト教徒の仙台藩の藩士や使節の現地人水夫、その支援者の子孫であると言われている。ハポンの表記は、スペイン北方のガリシア州におけるガリシア語では現在もXapónである。
1996年に、駐スペイン日本国大使の坂本重太郎がラジオで呼びかけ、ハポン姓を持つ650人や、使節ゆかりの東北地方の裏千家メンバーなどを集めた「ハポン・パーティー」を、セビリアで開催した。

## 交流

### 日本・スペイン国交400年
2013年6月、日本とスペインとの国交400年を記念して、日本の皇太子がコリア・デル・リオを訪問し、植樹式を行なった。

### 慶長遣欧使節出帆400年
2014年7月、慶長遣欧使節出帆400年記念事業の一環として宮城県内の高校生10人らで構成する「平成青少年遣欧使節団」がスペインを訪問する。

### 史料
- 東京大学史料編纂所編『大日本史料　第十二編之十二』昭和57年（1982年）（初版明治42年（1909年））
- 『仙台市博物館収蔵資料図録 国宝「慶長遣欧使節関係資料」』仙台市博物館、平成13年（2001年）

### 研究文献
- 松田毅一『伊達政宗の遣欧使節』新人物往来社、昭和62年（1987年）9月25日。ISBN 4-404-01448-1
- 大泉光一『支倉六右衛門常長 慶長遣欧使節を巡る学際的研究』文眞堂、平成11年（1999年）
- 大泉光一『支倉常長 慶長遣欧使節の悲劇』中公新書、平成11年（1999年）
- 太田尚樹『ヨーロッパに消えたサムライたち』角川書店、平成11年（1999年）
- 松田毅一『慶長遣欧使節 徳川家康と南蛮人』（新装版） 朝文社、平成14年（2002年）
- 五野井隆史『支倉常長』人物叢書　吉川弘文館、平成15年（2003年）ISBN　9784642052276
- 田中英道『支倉常長 武士、ローマを行進す』ミネルヴァ書房、平成19年（2007年）

### 関連文献
- 佐々木徹『慶長遣欧使節 伊達政宗が夢見た国際外交』歴史文化ライブラリー 吉川弘文館 令和3年（2021年）ISBN　9784642059312
- 伊川健二『世界史のなかの天正遣欧使節』 吉川弘文館　平成29年（2017年）ISBN　9784642083256
- 小林清治『伊達政宗』人物叢書 吉川弘文館　新装版＝昭和60年（1985年）元版＝昭和34年（1959年）　ISBN　9784642050135
- 小林清治『伊達政宗の研究（新装版）』 吉川弘文館　平成29年（2017年）ISBN　9784642029377